# Don Rimini
 (septembre 2009).
Si vous disposez d'ouvrages ou d'articles de référence ou si vous connaissez des sites web de qualité traitant du thème abordé ici, merci de compléter l'article en donnant les références utiles à sa vérifiabilité et en les liant à la section « Notes et références ».
Don Rimini, né Xavier Gassemann, est un musicien français de musique électronique, auteur notamment du titre Let Me Back Up en 2008. En 2017, il crée Bunkaball Records, son label. 

## Discographie

### Remixes
| Année            | Artiste                     | Titre                                            |
| ---------------- | --------------------------- | ------------------------------------------------ |
| 2007 (avril)     | Adam Kesher                 | Modern times                                     |
| 2007 (avril)     | Terry Poison                | Synthetic Harmonizer                             |
| 2007             | Grand National              | By The Time                                      |
| 2007 (mai)       | Go Go Charlton              | Your Son                                         |
| 2008 (avril)     | Young MC                    | Bust A Move (Don Rimini Ravekid Remix)           |
| 2008 (juillet)   | Verb Feat. Don Rimini       | Psssy Mind                                       |
| 2008 (septembre) | Sinden                      | Hardcore Girls                                   |
| 2008 (novembre)  | Fires Of Rome               | Set In Stone                                     |
| 2008 (décembre)  | Numéro                      | Star Model                                       |
| 2009 (janvier)   | Kennedy                     | Oh yeah                                          |
| 2009 (mars)      | Designer Drugs              | Back Up In This                                  |
| 2009 (novembre)  | Dada life                   | Let's Get Bleeped Tonight                        |
| 2009 (novembre)  | Steed Lord                  | Boy U Know                                       |
| 2010 (juin)      | The Subs                    | Vomit in Style                                   |
| 2011 (janvier)   | Spoek Mathambo              | Don't Mean To Be Rude                            |
| 2011 (janvier)   | Beataucue                   | Disque Oh                                        |
| 2011 (mars)      | M                           | Pop Muzik                                        |
| 2012 (mai)       | Willy Moon                  | I Want To Be Your Man                            |
| 2012 (mai)       | Willy Moon                  | I Want To Be Your Man (Don Rimini Ravekid Remix) |
| 2012 (octobre)   | Singtank                    | Give It To me                                    |
| 2012 (novembre)  | Tagteam Terror              | Tallageda                                        |
| 2013 (février)   | Modek                       | Up With Me                                       |
| 2013 (septembre) | Savage Skulls & Douster     | Bass Kick                                        |
| 2014/02/14       | Moonbootica                 | My Hot Dope Tennis Club & Skate Park Mix         |
| 2014/03/09       | Blatta & Inesha             | Ghostbusters                                     |
| 2014/03/25       | Shamen                      | Move Any Moutain Don Rimini Remix                |
| 2014/09/17       | Sirkus Sirkuz               | Rave On                                          |
| 2014/09/30       | Paul Birken                 | Speaker Freak                                    |
| 2014/09/30       | Jeremie Whistler            | Holding on                                       |
| 2014/11/25       | Titan                       | Shiny Cosmonaut                                  |
| 2015/01/30       | Lil Louis                   | French Kiss                                      |
| 2015/03/23       | Ryme                        | Pusse'                                           |
| 2015/12/11       | Screamin Rachael            | Gina (XXX)'                                      |
| 2016/08/&5       | The Avener                  | To Let Myself Go'                                |
| 2016/08/15       | Bad Boy Bill & Gettoblaster | Shawty Wants That Cake'                          |
| 2016/08/31       | Simon                       | Bus Stop In The Rain'                            |
| 2016/11/28       | Mad Villains                | NY Reppin'                                       |